# Optina Pustîn

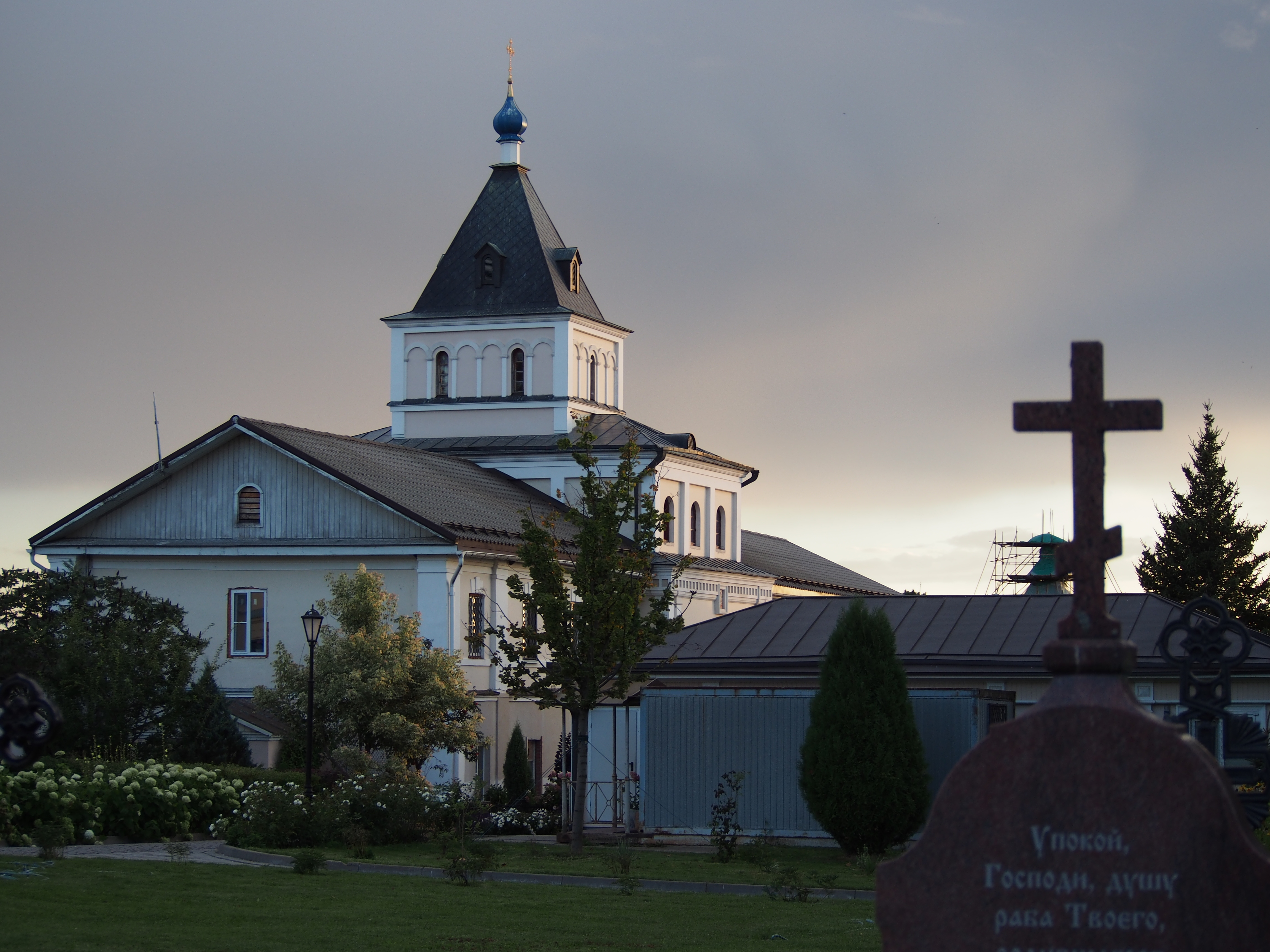

Mănăstirea Optina Pustîn (în rusă Оптина пустынь), situată lângă orașul Kozelsk⁠(en)[traduceți] din Rusia, era considerată cel mai important centrul spiritual al Bisericii Ortodoxe Ruse din secolul al XIX-lea. După Revoluția Socialistă din Octombrie stareții mânăstirii au fost arestați, ultimul dintre ei fiind executat la Tula în 1938. Mânăstirea a fost preluată de NKVD și încadrată în sistemul Gulag. În 1987 Optina Pustîn a fost prima mănăstire restituită Bisericii Ortodoxe Ruse în cadrul dezghețului din perioada Perestroika.